# Short track na Zimních olympijských hrách 2022
Závody v short tracku na Zimních olympijských hrách 2022 proběhly od 5. do 16. února 2022 ve sportovní hale v Číně.

## Program
Program podle oficiálních stránek.
| Den    | Datum          | Zahájení (UTC+8) | Zahájení (SEČ) | Závod               |
| ------ | -------------- | ---------------- | -------------- | ------------------- |
| den 1  | 5. února 2022  | 19:00            | 12:00          | 500 m ženy          |
| den 1  | 5. února 2022  | 19:38            | 12:38          | 1000 m muži         |
| den 1  | 5. února 2022  | 20:32            | 13:32          | smíšená družstva    |
| den 3  | 7. února 2022  | 19:30            | 12:30          | 500 m ženy          |
| den 3  | 7. února 2022  | 19:44            | 12:44          | 1000 m muži         |
| den 5  | 9. února 2022  | 19:00            | 12:00          | 1500 m muži         |
| den 5  | 9. února 2022  | 19:44            | 12:44          | 1000 m ženy         |
| den 5  | 9. února 2022  | 20:45            | 13:45          | štafeta 3000 m ženy |
| den 7  | 11. února 2022 | 19:00            | 12:00          | 1000 m ženy         |
| den 7  | 11. února 2022 | 19:18            | 12:18          | 500 m muži          |
| den 7  | 11. února 2022 | 20:04            | 13:04          | štafeta 5000 m muži |
| den 9  | 13. února 2022 | 19:00            | 12:00          | 500 m muži          |
| den 9  | 13. února 2022 | 19:35            | 12:35          | štafeta 3000 m ženy |
| den 12 | 16. února 2022 | 19:30            | 12:00          | 1500 m ženy         |
| den 12 | 16. února 2022 | 20:32            | 13:32          | štafeta 5000 m muži |

## Medailové pořadí zemí
| Pořadí | Země                | Zlato | Stříbro | Bronz | Celkově |
| ------ | ------------------- | ----- | ------- | ----- | ------- |
| 1.     | Jižní Korea (KOR)   | 2     | 3       | 0     | 5       |
| 2.     | Čína (CHN)          | 2     | 1       | 1     | 4       |
| 2.     | Nizozemsko (NED)    | 2     | 1       | 1     | 4       |
| 4.     | Itálie (ITA)        | 1     | 2       | 1     | 4       |
| 5.     | Kanada (CAN)        | 1     | 1       | 2     | 4       |
| 6.     | Maďarsko (HUN)      | 1     | 0       | 2     | 3       |
| 7.     | Sportovci ROV (ROC) | 0     | 1       | 1     | 2       |
| 8.     | Belgie (BEL)        | 0     | 0       | 1     | 1       |
|        | Celkem              | 9     | 9       | 9     | 27      |

## Medailisté

### Muži
| Disciplína     | Zlato                                                                                              | Výkon    | Stříbro                                                                                         | Výkon    | Bronz                                                                              | Výkon    |
| -------------- | -------------------------------------------------------------------------------------------------- | -------- | ----------------------------------------------------------------------------------------------- | -------- | ---------------------------------------------------------------------------------- | -------- |
| 500 m          | Shaoang Liu · Maďarsko (HUN)                                                                       | 40.338   | Konstantin Ivliev · Sportovci ROV (ROC)                                                         | 40.431   | Steven Dubois · Kanada (CAN)                                                       | 40.669   |
| 1000 m         | Žen C’-wej · Čína (CHN)                                                                            | 1:26,768 | Li Wenlong · Čína (CHN)                                                                         | 1:29,917 | Shaoang Liu · Maďarsko (HUN)                                                       | 1:35,693 |
| 1500 m         | Hwang Te-hon · Jižní Korea (KOR)                                                                   | 2:09,219 | Steven Dubois · Kanada (CAN)                                                                    | 2:09,254 | Semion Elistratov · Sportovci ROV (ROC)                                            | 2:09,267 |
| Štafeta 5000 m | Kanada (CAN) · Charles Hamelin · Steven Dubois · Jordan Pierre-Gilles · Pascal Dion · Maxime Laoun | 6:41.257 | Jižní Korea (KOR) · Lee June-seo · Hwang Te-hon · Kwak Yoon-gy · Park Jang-hyuk · Kim Dong-wook | 6:41.679 | Itálie (ITA) · Pietro Sighel · Yuri Confortola · Tommaso Dotti · Andrea Cassinelli | 6:43.431 |

### Ženy
| Disciplína     | Zlato                                                                                         | Výkon    | Stříbro                                                                   | Výkon    | Bronz                                                          | Výkon    |
| -------------- | --------------------------------------------------------------------------------------------- | -------- | ------------------------------------------------------------------------- | -------- | -------------------------------------------------------------- | -------- |
| 500 m          | Arianna Fontanaová · Itálie (ITA)                                                             | 42,488   | Suzanne Schultingová · Nizozemsko (NED)                                   | 42,559   | Kim Boutinová · Kanada (CAN)                                   | 42,724   |
| 1000 m         | Suzanne Schultingová · Nizozemsko (NED)                                                       | 1:28.391 | Čchö Min-čong · Jižní Korea (KOR)                                         | 1:28.443 | Hanne Desmetová · Belgie (BEL)                                 | 1:28.928 |
| 1500 m         | Čchö Min-čong · Jižní Korea (KOR)                                                             | 2:17.789 | Arianna Fontanaová · Itálie (ITA)                                         | 2:17.862 | Suzanne Schultingová · Nizozemsko (NED)                        | 2:17.865 |
| Štafeta 3000 m | Nizozemsko (NED) · Suzanne Schultingová · Selma Poutsma · Xandra Velzeboer · Yara van Kerkhof | 4:03.409 | Jižní Korea (KOR) · Seo Whi-min · Čchö Min-čong · Kim A-lang · Lee Yu-bin | 4:03.627 | Čína (CHN) · Qu Chunyu · Han Yutong · Fan Kexin · Zhang Yuting | 4:03.863 |

### Smíšené soutěže
| Disciplína       | Zlato                                                                 | Výkon    | Stříbro | Výkon    | Bronz                                                                                             | Výkon    |
| ---------------- | --------------------------------------------------------------------- | -------- | --- | -------- | ------------------------------------------------------------------------------------------------- | -------- |
| smíšená družstva | Čína · Qu Chunyu · Fan Kexin · Wu Ta-ťing · Žen C’-wej · Zhang Yuting | 2:37,348 | Itálie · Arianna Fontanaová · Martina Valcepina · Pietro Sighel · Andrea Cassinelli · Arianna Valcepina · Yuri Confortola | 2:37,364 | Maďarsko · Petra Jászapáti · Zsófia Kónya · Shaoang Liu · Shaolin Sándor Liu · John-Henry Krueger | 2:40,900 |